# 경상대학교 소장 역양집 책판
경상대학교 소장 역양집 책판(慶尙大學校 所藏 역陽集 冊板)은 대한민국 경상남도 진주시 국립경상대학교에서 소장하고 있는 책판이다. 2013년 1월 3일 경상남도 문화재자료 제563호로 지정되었다.

## 지정 사유
역양선생문집 책판의 저자인 역양 문경호는 내암 정인홍의 문인으로, 용암서원의 창건을 주도하고 남명집 간행에 참여하여 발문을 쓰는 등 남명학파 내에서 중요한 역할을 한 학자다. 또한 임진왜란이 일어나자 의병을 일으킨 인물이기도 하다.
문경호의 학문과 사상 및 당시의 역사적 여러 상황을 담고 있는 《역양선생문집》 책판은 1813년 무렵에 간행된 것으로 남명학파 뿐만 아니라, 우리나라 학술사에 있어 중요한 자료이다.

## 참고 문헌
- 경상대학교 소장 역양집 책판 - 국가유산청 국가유산포털